# Fermentació fosca
La fermentació fosca és la conversió d'un substrat orgànic a biohidrogen mitjançant un procés de fermentació dut a terme per certs grups de bacteris. Les tres reaccions bioquímiques involucrades en aquest procés són similars a una conversió anaeròbica, però se'n diferencien degut a l'absència de llum en aquest cas.